# يسوعيون
يسوعيون (باللاتينية: Societas Iesu) أو الرهبنة اليسوعية، هي واحدة من أهم الرهبنيات الفاعلة في الكنيسة الكاثوليكية، ومن أكبرها. تأسست على يد القديس إغناطيوس دي لويولا في القرن السادس عشر أيام البابا بولس الثالث في إسبانيا، كجزء من الإصلاح المضاد، وأخذت على عاتقها مهمة التبشير ونشر الديانة في العالم الجديد. مكثت الرهبنة اليسوعية من أقوى منظمات الكنيسة الكاثوليكية المؤثرة، واصطدمت أواخر القرن الثامن عشر ببعض السلطات الأوروبية ما دفع إلى حلّها عام 1773 وهو القرار الذي ألغي عام 1814 على يد البابا بيوس السابع. عند تأسيسها اعتبرت الرهبنة اليسوعية «الأكثر حداثة ودلالة، لقد جسدت الكفاءة والفاعلية اللتين ستصبحان سمتين مميزتين للحضارة الحديثة»، ولقد رفع مؤسسها إغناطيوس إلى مرتبة قديس عام 1622.
تتواجد الرهبنة اليسوعية في 112 منطقة جغرافية موزعين على قارات العالم الست، ومركزها الرئيسي يقع في روما، وتتبع نمط الإدارة اللامركزية، وتدير أعدادًا كبيرة من المدارس، والجامعات، والمشافي، ودور العجزة، والمكتبات، وتهتم بالحوار المسكوني، والتطوير اللاهوتي، والعدالة الاجتماعية. يعرف المنخرطون في هذه الرهبنة باسم «جنود الله»، نظرًا لخلفية مؤسسها العسكرية، والطاعة التي توليها قواعد الرهبنة أهمية بالغة. في 13 مارس 2013 انتخب أحد أعضاء هذه الرهبنة بابا باسم البابا فرنسيس.

## التاريخ

### التاريخ المبكر
في 15 أغسطس 1534، قام إغناطيوس دي لويولا مع ستة من زملاءه في جامعة السوربون بتأسيس جمعية «أصدقاء في الرب». في عام 1537 سافروا إلى روما لنيل الترخيص الكنسي القانوني من البابا بولس الثالث، فنالوه ثم أكملوا دراساتهم اللاهوتية وغدوا كهنة في البندقية، حيث وضع إغناطيوس دستور الرهبانية التي صادق عليه البابا في 27 سبتمبر 1540، وهو ما غدا الذكرى الرسمية لتأسيس الرهبنة. حدد البابا العدد الأقصى لأعضاء الجمعية بستين عضوًا، ثم عاد وألغى الحد الأعلى في مارس 1543، واختير لويولا رئيسًا عامًا للجمعية، التي نما أعضائها وطفقوا في أنحاء أوروبا يؤسسون المدارس والكليات والمكتبات. درّس اليسوعيون الفلسفة واللاهوت، إضافة إلى العلوم التطبيقية الحديثة في ذلك العصر، وساندوا النزعة الإنسانية بل كانوا «محركي الثقافة الإنسانية المعاصرة في الفلسفة»، وشددوا على أهمية التكافل والتعاضد بدلاً من التقاتل. وعلى صعيد العلم التطبيقي، وحسب شهادة معاصرة «كانوا رواد علم المستحاثات ضد التصورات الساذجة لذلك العصر»، وكانوا «أبطال تربية نشيطة، ومناهج دراسية حديثة».

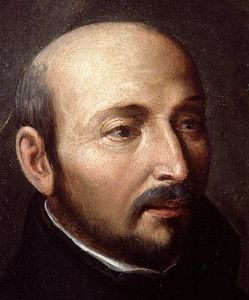
الأب المؤسس القديس إغناطيوس دي لويولا.

في المرحلة الثانية من تاريخ اليسوعيين، أوفدوا بعثات كثيرة حول العالم لنشر الإنجيل، لاسيّما في المستعمرات البرتغالية والإسبانية والفرنسية في العالم الجديد، إضافة إلى الهند والصين واليابان وأثيوبيا، وعمدوا أيضًا إلى تأسيس مستوطنات بشرية تحولت إلى مدن كبرى لاحقًا مثل ريو دي جينيرو وساو باولو. وركز التعليم الاجتماعي اليسوعي في تلك المرحلة التي شهدت الإصلاح البروتستانتي على أهمية الوحدة مع روما. عام 1554 كتب لويولا «القوانين التأسيسية» الذي اشتمل على مبادئ موسّعة عن عمل الرهبانية، وصدّر بعبارة «لمجد الرّب الأعظم»، وهو ما غدا شعار الرهبنة الرسمي.
إلى جانب كلا الميدانين، التعليمي والتبشيري، فإن اليسوعيين ركّزوا على أهمية إصلاح كنيسة روما لاسيّما من الناحية الإدارية، ويعتبر تأسيس المعهد اليسوعي في مدينة روما حدثًا هامًا في تاريخ الرهبنة. إذ منذ تأسيسه أمدّ المعهد الكنيسة بالعديد من الرجال الذين قدّموا «خدمات جليلة للكرسي الرسولي». أعدّ اليسوعيون أيضًا نظامًا دقيقًا للتأملات الروحية الأقرب إلى الصوفية، حسب القواعد التي وضعها إغناطيوس، تستمر أربعة أسابيع من الصمت تركز على مراحل حياة المسيح. وخلافًا للتأملات والتجارب الصوفية التي تكون عادة مغلقة أمام العموم، فإنه بإمكان أي راغب الاشتراك في التأملات الروحية لليسوعيين. عند وفاة إغناطيوس عام 1556، كان اليسوعيون يديرون 74 كلية في ثلاث قارات، مرتكزة على التعليم الليبرالي، وهو إنجاز لم يسبقه إليه أحد قبلهم لا على مستوى المسيحية فحسب بل على مستوى العالم.

### التاريخ الوسيط

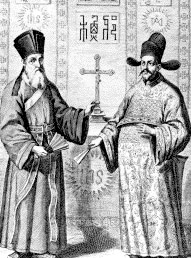
اليسوعيان ماتيو ريتشي (يسار) وشو جوانكي (يمين) في الطبعة الصينية لاصول إقليدس نشرت في عام 1607.

خلال القرن السابع عشر ركّز اليسوعيون ضمن مناهجهم على تعلّم اللغات القديمة كالعبرية واليونانية، واللغات غير أوروبية أيضًا كالصينية والفيتنامية؛ وكانت أول كلية خارج أوروبا قد تأسست في ماكاو على اسم القديس بولس عام 1594. أوجب اليسوعيون أيضًا دراسة العلوم الإنسانية، والحقوق، في حين لم يتوقف أبدًا الزيادة الاضطرادية في العدد. اهتمّ اليسوعيون بالعلوم والفنون «لأننا نستطيع أن نرى الله في كل شيء»، وهو ما تزايد خلال القرن السابع عشر، وقد ظهر عدد من الرسامين والموسيقيين اليسوعيين البارزين، وكذلك اللغويين، الذين وضعوا معاجم للغات الإسبانية والبرتغالية ما كرّس تحولها إلى لغات مستقلة عن اللاتينية. في الصين، ترجم اليسوعيون إلى الصينية مؤلفات علمية عديدة، لاسيّما تلك المتعلقة بالرياضيات، واطلعوا الصينيين على الاكتشافات الحديثة آنذاك كالفرجارات والمؤقتات والمارايا الأفقية، كما حققوا عملاً جغرافيًا ضخمًا، وبحسب شهادة معاصرة «لا تزال خرائط اليسوعيين تثير إعجاب الاختصاصيين المعاصرين».
العمل الثاني الذي قام به اليسوعيون، كان ترجمة آثار الفلسفة الصينية القديمة إلى لغات أوروبا ما ساهم في اطلاع الغرب والعالم على مناحي لم يطلع عليها مسبقًا. في أمريكا الشمالية، كان لليسوعيون وجود بارز في كندا، حيث عملوا على تحوّل أجزاءً كبيرة من الأقوام الأصلية حتى إلى المسيحية. غير أن حرب السنوات السبع، دفعت المملكة المتحدة إلى حظر الرهبنة في كندا عام 1773، وتزامنًا كان البابا كلمنت الرابع عشر قد حظر الرهبنة وحلّها بضغط من الملوك والسلطات المدنيّة الكاثوليكية، في ما عدا بروسيا وروسيا، اللتين لم تحظرا فيهما الرهبنة، والتي كانت المخاوف من تنامي قوتها، وتأثيرها على الفئات الأرستقراطية وتدخلها في الإدارة وكفاحها عن العدالة الاجتماعية السبب الرئيس في ذلك.

### التاريخ الحديث

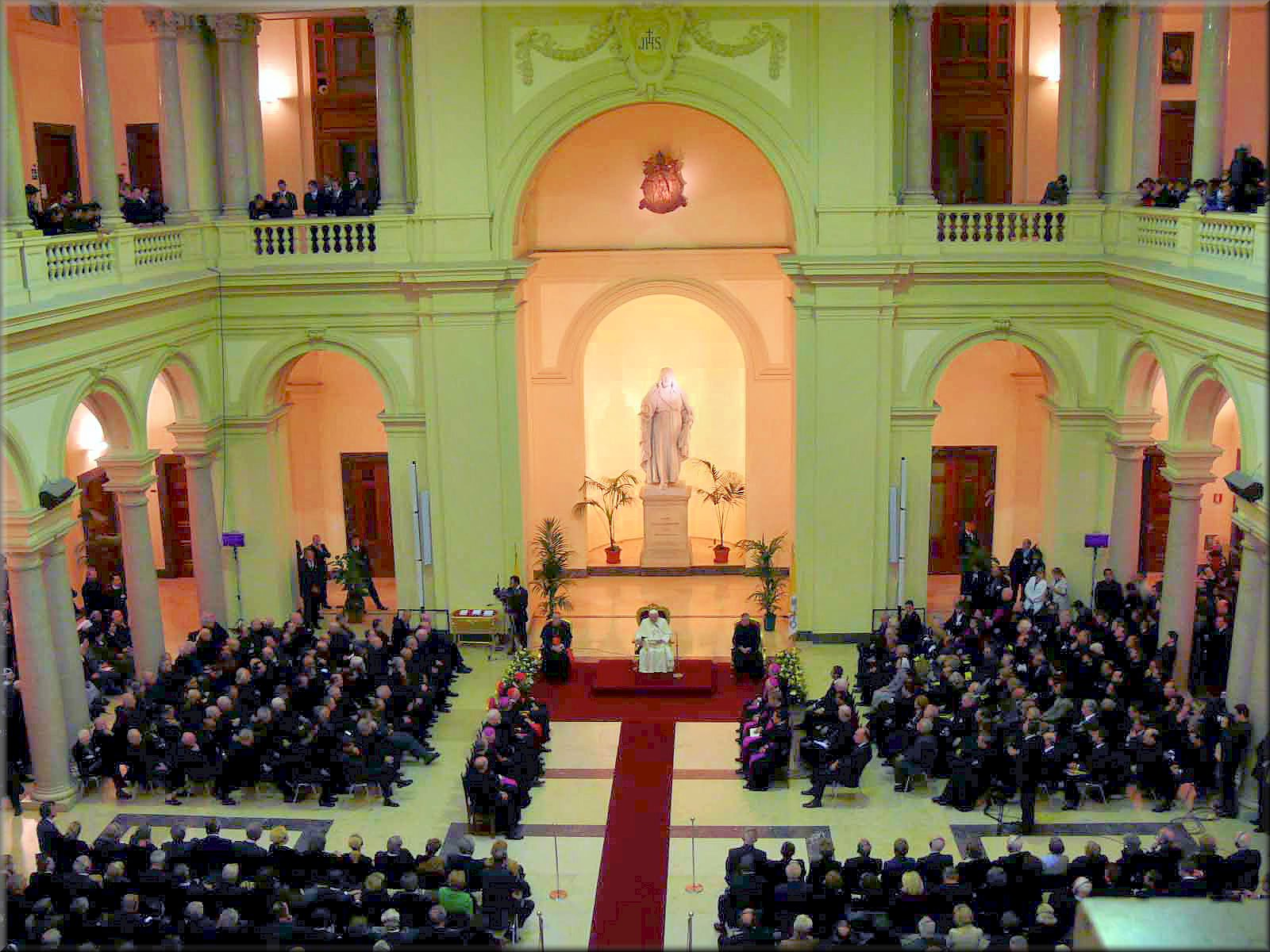
زيارة البابا بندكت السادس عشر إلى مقر الرهبنة اليسوعية الأم في روما، عام 2006.

بعد القلاقل التي عاشتها الكنيسة في ظل حروب نابليون بونابرت، وإثر عودة البابا بيوس السابع من المنفى وهزيمة نابليون عام 1814، ألغي الحظر المفروض على الرهبنة اليسوعية وأعيدت إلى سابق موقعها في الكنيسة الجامعة. مع إعادة نشاطها بشكل رسمي، تصاعدت قوة الرهبنة بشكل مطرد، وافتتحت عددًا من المدارس والكليات الجديدة خلال القرن التاسع عشر، وفي الولايات المتحدة وحدها أدرات الرهبنة اليسوعية 28 جامعة. وكان لليسوعيين دور بارز في المجمع الفاتيكاني الأول والمقررات المنبثقة عنه. كان الحظر الذي فرض على الرهبنة اليسوعية أواخر القرن الثامن عشر لا يزال ساريًا في بعض الدول ذات الغالبية البروتستانتية، على سبيل المثال، فإن إلغاء الحظر على اليسوعيين في النرويج تمّ عام 1956 وفي سويسرا تم عام 1973.
خلال القرن العشرين، اتجهت سياسة الرهبنة إلى تأسيس المدارس الثانوية في المدن المتوسطة والصغيرة والريف. لم ينقطع العمل اللاهوتي وتطوير تفسير الكتاب المقدس أبدًا، وقد اعتبر اليسوعي جوني كوتناي موراي «مهندس المجمع الفاتيكاني الثاني» لاسيّما فيما يخصّ الوثيقة المجمعية الشهيرة نوسترا إيتاتي - في عصنرا - والتي هي بيان في الحرية الدينية. في حين عمل يسوعيو أمريكا الجنوبية على وجه الخصوص بتطوير لاهوت التحرير ومتفرعاته.
في نوفمبر 1989، اغتيل ستة كهنة في السلفادور لمعارضتهم النظام العسكري الحاكم. عام 2002، قدمت جامعة بوسطن اليسوعية «برنامج الكنيسة الكاثوليكية في القرن الحادي والعشرين»، حول تحديث وتجديد الكنيسة. في عام 2005، استقال توماس رسيس المحرر اليسوعي في صحيفة اليسوعيين الأمريكيين وهو الحدث الذي تناقلته وسائل الإعلام بشكل كبير واعتبرت أنه «بضغط من الفاتيكان»، إذ إن مقالات ريسي حول مواضيع الإيدز، والمثلية الجنسية، والإجهاض، كانت «ليبرالية إلى حد كبير». في أبريل 2006، زار البابا بندكت السادس عشر مقر الرهبنة ليسوعية «شاكرًا إياهم على الخدمات الجليلة التي قدموها للكنيسة»؛ وكان البابا قد عتمد على يسوعيين في الكوريا الرومانية بشكل كبير، إذ إن معاون عميد مجمع العقيدة والإيمان من الرهبنة اليسوعية، وكذلك الأب فيردريكو لومباردي الناطق باسم الفاتيكان، وبلغ عدد الكرادلة اليسوعيين في مجمع الكرادلة 10 كرادلة. بعد استقالة البابا بندكت السادس عشر، انتخب رئيس أساقفة بيونس آيرس وهو راهب وكاهن يسوعي بابا للكنيسة الكاثوليكية باسم البابا فرنسيس.

## التأثير والإنجاز

### الصعيد الروحي
تقوم الروحانية الأساسية للرهبنة اليسوعية كما يقول مؤسس الرهبنة، على الكتاب المقدس وتعليم الكنيسة الكاثوليكية. الأهداف الثلاثة التي تضعها الرهبنة اليسوعية دومًا في عملها هي نشر العلوم في مختلف الميادين، سواءً كانت علوم تطبيقية أم اجتماعية - فلسفية. والتبشير، لإيصال الإنجيل إلى جميع البشر. والحفاظ على الوحدة مع روما. على صعيد العلوم الروحية، فإن الآثار اليسوعية بارزة في المجمع الفاتيكاني الأول، وكذلك المجمع الفاتيكاني الثاني. ومن خلال النشرات والدوريات اليسوعية المنتشرة في شتى أصقاع الأرض؛ على صعيد التبشير، فإن لليسوعين دور بارز في نشر المسيحية خلال القرون الوسطى في العالم الجديد، على حد سواء في الشرق الأقصى، ولعبوا دور هام في إقامة الكنائس الكاثوليكية الشرقية في الهند والشرق الأوسط. أما الحفاظ على الوحدة مع روما، أي وحدة الكنيسة الجامعة، فيمثل «بإيلاء الطاعة» أهمية كبيرة، إلى جانب دعم الحوار المسكوني مع الكنائس الأرثوذكسية والبروتستانتية، والذي حقق في أقنيته الرسميّة حتى منذ عهد البابا بولس السادس إنجازات هامة.

### الصعيد العلمي

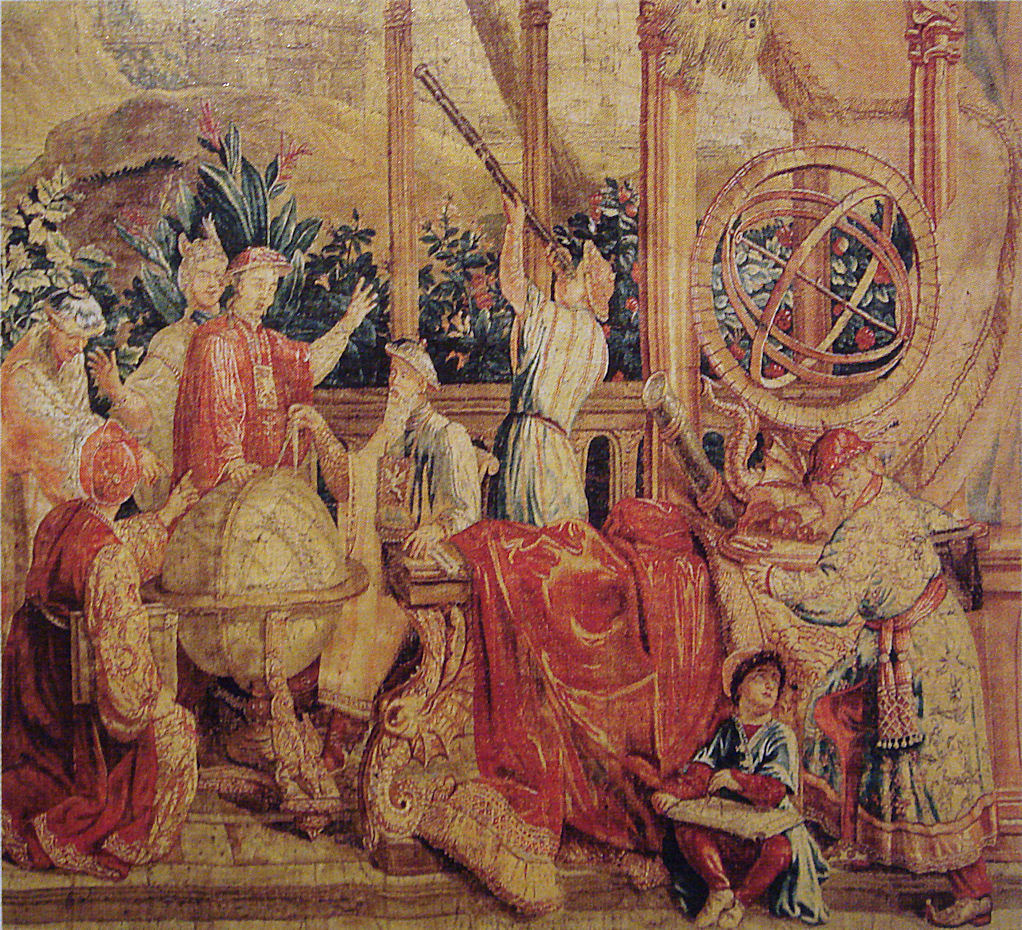
علماء فلك يسوعيين بجانب علماء صينيين.

تاريخيًا كانت الرهبانية اليسوعية من أهم رعاة العلوم في الكنيسة. فقد أنشأ اليسوعيين عدد كبير من الجامعات والمدارس والكليّات والمؤسسات التعليمية. وشكلت جامعات اليسوعيين معاقل للفكر والعلم ومن مراكز النخبة الثقافية. يقول جوناثان رايت، في كتابه جنود الله: "اليسوعيين ساهموا في تطوير ساعات البندول، البارومترات، التلسكوبات والمجاهر، علم البصريات والكهرباء المغناطيسية، وفي كافة المجالات العلمية المختلفة. لاحظوا، في بعض الحالات قبل أي شخص آخر، المجموعات الملونة على سطح المشتري، وسديم المرأة المسلسلة وحلقات زحل. وضعوا نظرية حول الدورة الدموية (مستقلة عن نظرية وليم هارفي)، ونظرية الاحتمال النظري للطيران، وطبيعة المد والجزر للضوء. ورسموا خرائط النجوم لنصف الكرة الجنوبي، وأطلقوا نظرية المنطق الرمزي، وأوجدوا تدابير مراقبة الفيضانات في الأنهار وأدخلوا علامات الجمع والطرح في الرياضيات، كانت كل هذه جزء من الإنجازات النموذجية اليسوعية، ولا تستطيع عدم احتساب اليسوعيين عند الحديث عن العلماء المؤثرين أمثال فيرما، هيغنز ونيوتن. وبسبب الإسهامات الكبيرة لليسوعيين في تطوير علم الزلازل الكبيرة فقد أطلق على علم الزلال "بالعلوم اليسوعية". وكما وقد وُصف اليسوعيون بأنهم المساهمون الوحيدون والأهم في الفيزياء التجريبية في القرن السابع عشر. بالإضافة إلى أن فقد تمت تسمية 35 من الفوهات على سطح القمر على أسماء علماء ورياضيين يسوعيين.
بذل رهبان الإرساليات اليسوعية في الصين والهند جهدًا هامًا في العلوم خاصًة في الرياضيات والفلك والهيدروليكية والجغرافيا عن طريق ترجمة الأعمال العلمية إلى اللغة الصينية وتطويرها. وبحسب توماس وودز فاليسوعيين طوّروا مجموعة كبيرة من المعارف العلمية ومجموعة واسعة من الأدوات العقلية لفهم الكون المادي، بما في ذلك الهندسة الإقليدية التي طورت مفهوم حركة الكواكب. واعتبر خبير آخر نقلًا عن توماس وود وبريتون أن أحد أسباب بداية الثورة العلمية في الصين كانت بسبب نشاط اليسوعيين العلمي. أغسطين أودياس، فيك كتابه شباك إلى الصين يقول: «بذل اليسوعيون جهودًا لترجمة الأعمال الغربية الرياضية والفلكية في مصلحة الشعب الصيني وجذيت هذه الأعمال انتباه العلماء الصينيين لهذه العلوم. جعلوا الرصد الفلكي واسع جدًا ونفذوا أولى أعمال رسم الخرائط الحديثة في الصين. علّموا أيضًا تقدير الإنجازات العلمية لهذه الثقافة القديمة وجعلها معروفة في أوروبا. من خلال مراسلاتهم للعلماء الأوروبيين علموا هؤلاء لأول مرة عن العلم والثقافة الصينية». وبالتالي عرّف اليسوعيين الشعب الصيني على العلوم الغربية والرياضيات والفلك والطب، وعرّفوا العالم الغربي على الثقافة والفلسفة الصينية.

### خلال الهولوكست
يعتبر 12 كاهن يسوعي بشكل رسمي من شهداء الهولوكست ومن أبطال الذاكرة في القدس، لموتهم لقاء إنقاذ حياة المدنيين اليهود خلال الهولوكست. هناك عدد أكبر من الكهنة اليسوعيين الذين ساعدوا نازحين يهود أو قاموا بمساعدتهم على الهرب من ألمانيا خلال الحرب العالمية الثانية، وقد قتل النازيون 152 راهبًا وكاهنًا يسوعيًا نتيجة مقاومتهم الهولوكست بشكل غير مباشر. وحسب البعض من الباحثين أمثال جون بولارد فإنّ «النظام النازي، اعتبر الرهبنة اليسوعية من ألّد الأعداء، فلم يكن هناك من معارضة أشرس للفلسفة النازة من الرهبنة اليسوعية». خصوصًا في كلية مدينة إنسبروغ، التي اعتبرت مما قبل الحرب أحد أهم معاقل مقارعة النازية، حتى قامت السلطات بإغلاقها عام 1938، إلى جانب نفي الكثير من الرهبان وإبعادهم عن ألمانيا، مما قبل الحرب.

## المؤسسات التعليمية

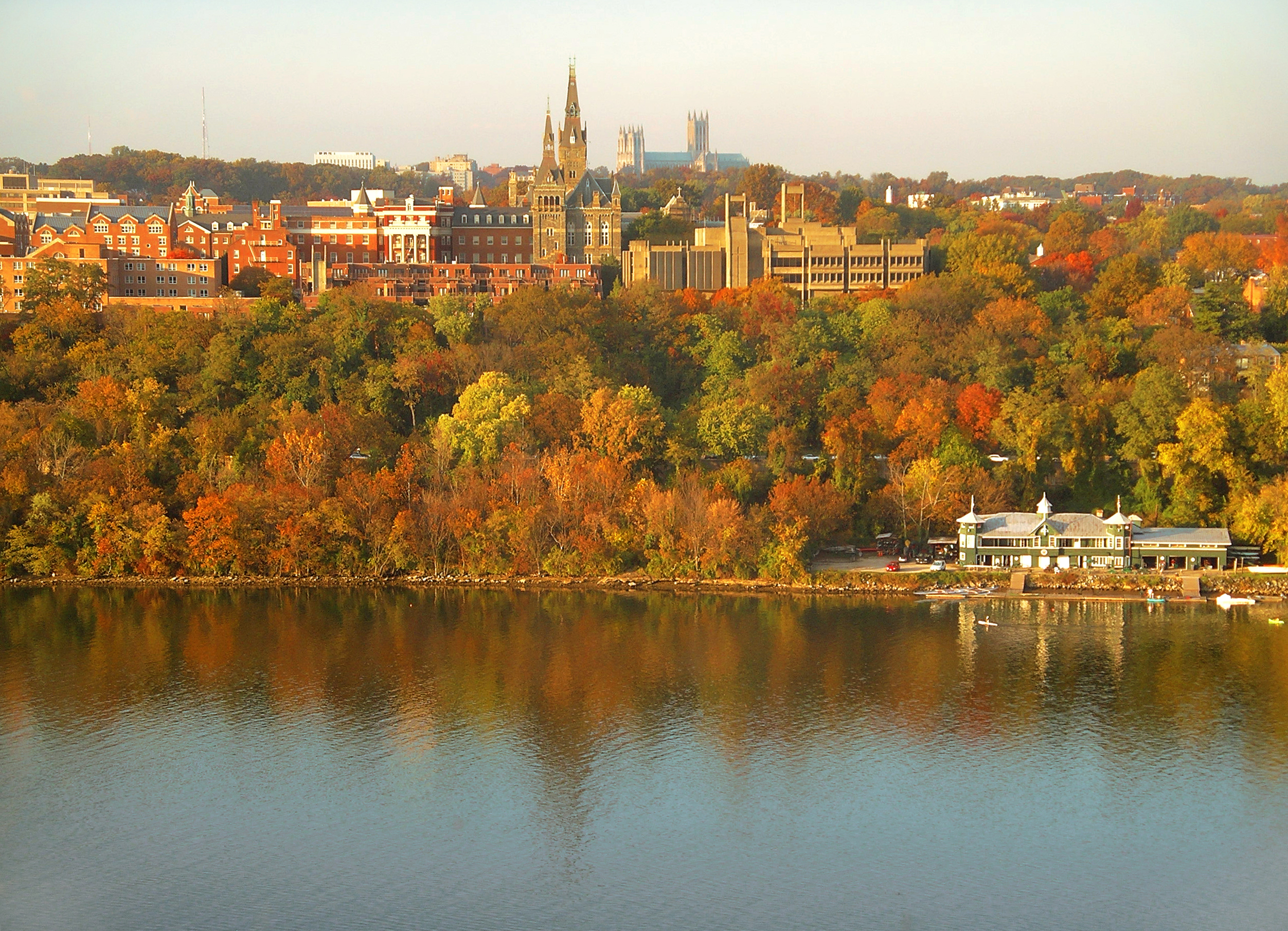
جامعة جورجتاون، إحدى أفضل جامعات العالم.

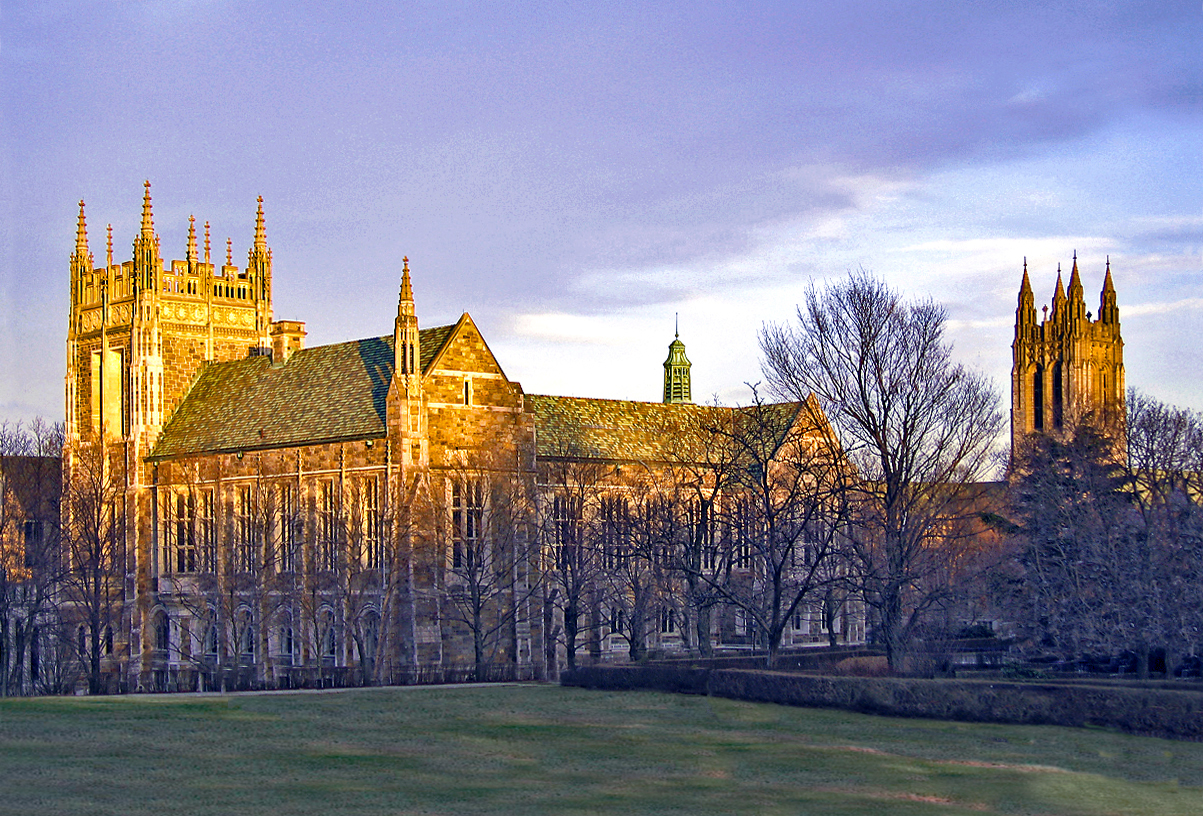
كلية بوسطن، وهي من أكبر جامعات اليسوعيين.

عرف اليسوعيين بعملهم التعليمي والأكاديمي. عمل اليسوعيون كمعلمين واساتذة في الجامعات ومربيين لملوك أوروبا الكاثوليك. اليوم يدير اليسوعيين عدد كبير من الجامعات والكليات والمدارس الثانوية والمدارس المتوسطة أو الابتدائية في عشرات البلدان.
ومنها جامعات مرموقة تحتل والتي حسب التصنيف الأكاديمي تحتل بين أفضل 100 جامعة في العالم، مثل جامعة جورجتاون وجامعة النوتردام في الشرق الأوسط يملك اليسوعيين عدد كبير من المدارس بالإضافة إلى جامعة القديس يوسف في بيروت. وخرّجت مدارسهم وجامعاتهم نخبة وصفوة المجتمعات الغربية. كذلك كان لليسوعيين تأثير في اللسانيات واللغات، فقد وضع اليسوعيون الأبجدية الفيتنامية، وذلك على اليد المرسلين اليسوعيين البرتغاليين.

## الإدارة
يرأس الرهبنة اليسوعية، الرئيس العام الذي يدعى أيضًا الأب العام، وينتخب الرئيس العام من قبل الهيئة العامة للرهبان اليسوعيين لمدى الحياة، أو حتى استقالته. ويجب مصادقة البابا على هذا الانتخاب. للرئيس العامة صلاحيات إدارية وتنظيمية واسعة في ضبط عمل الرهبنة، ويعاونه مجموعة من المساعدين عادة يكون عددهم أربعة فأكثر، ويشكلون لجنة استشارية عليا بالنسبة له. كذلك يوجد عدد من المساعدين الإقليميين، الذين يعاونون في الوقت نفسه الرؤساء الإقليميين المختارين من قبل الرئيس العام، والذين يخضع لهم إداريًا الرهبان ومؤسسات الرهبانية في الإقليم الجغرافي المحدد بنظام الرهبنة، متمتعين أيضًا بصلاحيات إدارية واسعة، إذ إنّ الرهبنة اليسوعية تتبع نظام لا مركزي في الإدارة. مقر الرئيس العام وأعضاء المجلس الاستشاري، في روما، ويجتمع الرؤساء الإقليميون سنويًا في المقر الأم في روما، ويشارك في الاجتماع، ممثلين منتخبين من الرهبان بحسب الأقاليم الجغرافية اليسوعية؛ وترسم في الاجتماعات السياسة العامة للرهبانية، وتضطلع بشؤون انتخاب الرئيس العام الجديد في حال شغور المنصب.

## مواقع خارجية
- الموقع الرسمي. (بالإنجليزية)
- الرهبنة اليسوعية - إقليم الشرق الأوسط.